# Anacroneuria coroicana
Anacroneuria coroicana är en bäcksländeart som beskrevs av Navás 1927. Anacroneuria coroicana ingår i släktet Anacroneuria och familjen jättebäcksländor. Inga underarter finns listade i Catalogue of Life.